# Francis Cottington (1er baron Cottington)
Francis Cottington, 1er baron Cottington (1579  – 1652) est un homme politique anglais, trésorier, ambassadeur et chef de la faction catholique pro-espagnole et pro-romaine à la cour de Charles Ier. 

## Jeunesse
Il est le quatrième fils de Philip Cottington de Godmanston dans le Somersetshire. Selon Hoare, sa mère est Jane, fille de Thomas Biflete, mais selon Clarendon, "un Stafford presque allié à Sir Edward Stafford", à travers lequel il est recommandé à Charles Cornwallis (diplomate), ambassadeur à la cour de Philippe III d'Espagne, devenant membre de sa suite et agissant comme agent anglais après le rappel de ce dernier, de 1609 à 1611. 

## Carrière
En 1612, il est nommé consul anglais à Séville. De retour en Angleterre, il est nommé greffier du conseil en septembre 1613. Son expérience espagnole le rend utile au roi Jacques Ier, et son parti pris en faveur de l'Espagne est toujours marqué. Il semble avoir promu la politique espagnole dès le début et soutenu Diego Sarmiento de Acuña, conde de Gondomar, l'ambassadeur d'Espagne, sur l'opposition des Espagnols au mariage français du prince Charles (futur roi Charles Ier). 

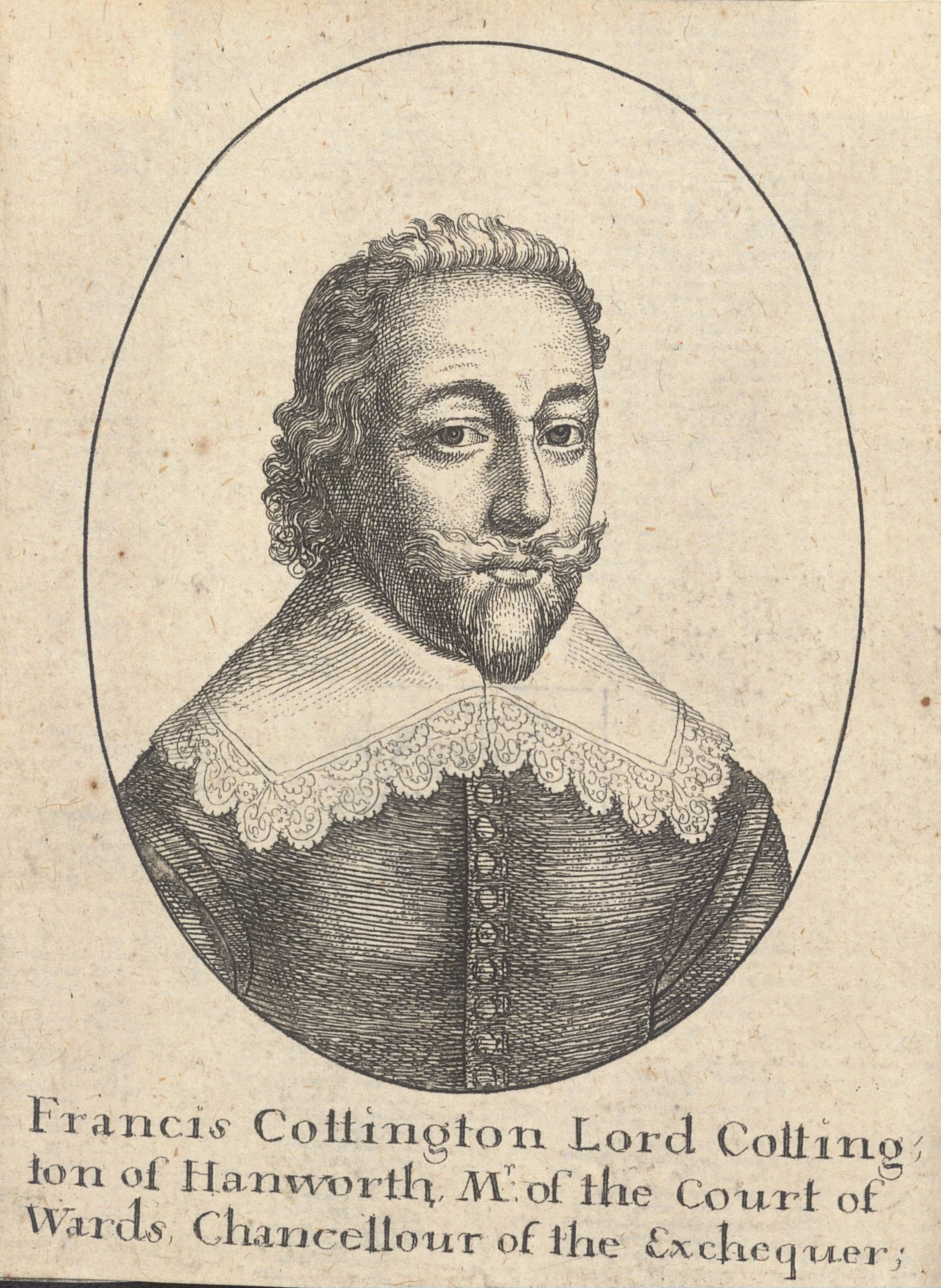
Francis Cottington a été créé baron Cottington de Hanworth à Middlesex en 1631.

Après son retour, il est nommé secrétaire du prince Charles en octobre 1622, et est fait chevalier et baronnet en 1623. Il désapprouve fortement l'expédition du prince en Espagne, comme une aventure susceptible de bouleverser toute la politique de mariage et d'alliance, mais est choisi pour l'accompagner. Son opposition exaspère grandement George Villiers (1er duc de Buckingham), et encore plus sa persévérance dans la politique espagnole après l'échec de l'expédition, et lors de l'accession au trône de Charles Ier, Cottington est licencié de tous ses emplois et interdit de paraître à la Cour. L'assassinat du duc lui permet cependant de revenir. 
Il est catholique romain au moins dans son cœur, devenant membre de cette communion en 1623, retournant au protestantisme et se déclarant à nouveau catholique romain en 1636 et soutenant la cause des catholiques romains en Angleterre. Le 12 novembre 1628 il est fait conseiller privé et en mars 1629 nommé Chancelier de l'Échiquier. À l'automne, il est de nouveau envoyé comme ambassadeur en Espagne et signe le traité de paix du 5 novembre 1630 puis un accord secret prévoyant la partition de la République néerlandaise entre l'Espagne et l'Angleterre en échange de la restauration du Palatinat. Le 10 juillet 1631, il est créé baron Cottington de Hanworth à Middlesex. 
En mars 1635, il est nommé maître de la Cour des quartiers et des livrées, et ses exactions dans ce poste ajoutent grandement à l'impopularité du gouvernement. Il est également nommé commissaire au Trésor, avec William Laud, et une rivalité féroce éclate entre les deux hommes. Cependant, dans leurs rencontres personnelles, Cottington a presque toujours l'avantage, car il pratique une grande réserve et possède de grands pouvoirs de maîtrise de soi, un talent extraordinaire pour dissimuler et un fonds d'humour. Laud manque complètement de ces qualités, et bien que possédant réellement une influence beaucoup plus grande sur Charles, il est souvent embarrassé et parfois exposé au ridicule par son adversaire . 
Le but de Cottington est la place de Lord trésorier, mais Laud l'emporte finalement et l'obtient pour son propre candidat, l'évêque Juxon . Il continue, cependant, de prendre une part importante dans les affaires publiques et siège aux comités des affaires étrangères, irlandaises et écossaises. Dans le dernier poste, où il est nommé en juillet 1638, il soutient la guerre et, en mai 1640, après la destitution du Court Parlement, il déclare son opinion que face à une telle crise, le roi peut lever de l'argent sans le Parlement. Ses tentatives pour obtenir des fonds de la ville de Londres sont infructueuses, et il a recours à la place à une spéculation sur le poivre. 
Il est nommé constable de la Tour de Londres, et il prépare la forteresse pour un siège. Dans le procès de Strafford en 1641, Cottington nie sous serment qu'il l'a entendu utiliser les mots incriminants au sujet de "réduire ce royaume". Lorsque l'opposition parlementaire devient trop forte pour ne plus être défiée, Cottington, comme l'un de ceux qui ont principalement encouragé leur hostilité, se hâte de prendre sa retraite de l'administration, abandonnant la cour en mai 1641 et la chancellerie de l'échiquier en janvier 1642. Il rejoint le roi en 1643, participe aux délibérations du Parlement d'Oxford et est nommé Lord grand trésorier le 3 octobre 1643. Il signe la reddition d'Oxford en juillet 1646 et est exempté de l'indemnité en se retirant à l'étranger. 

## Déclin de carrière et décès
Il rejoint le prince Charles à La Haye en 1648 et devient l'un de ses conseillers. En 1649, avec Edward Hyde, il part en mission en Espagne pour obtenir de l'aide pour la cause royale, ayant un entretien avec le cardinal Mazarin à Paris sur le chemin. Ils rencontrent toutefois un accueil extrêmement mauvais et Cottington constate qu'il a complètement perdu sa popularité à la cour espagnole, l'une des causes étant ses lacunes et ses hésitations en matière de religion. Il annonce son intention de rester en Espagne et de rester fidèle au catholicisme romain, et prend sa résidence à Valladolid, où il est hébergé par les jésuites. Il y meurt le 19 juin 1652, son corps étant ensuite enterré à l'Abbaye de Westminster . 
Il a amassé une grande fortune et construit deux magnifiques maisons à Hanworth près de Heathrow et Fonthill près de Tisbury, Salisbury. Cottington est évidemment un homme d'une capacité considérable, mais la politique étrangère qu'il mène est contraire aux intérêts nationaux et futile en soi. Selon le verdict de Clarendon, "il a laissé derrière lui une plus grande estime de ses parties que l'amour de sa personne". 

## Vie privée
Il épouse en 1623 Anne, une fille de William Meredith et la veuve de Robert Brett. Tous ses enfants sont morts avant lui et son titre s'éteint à sa mort. 